# Maskenträsket
Maskenträsket är en sjö i Lycksele kommun i Lappland och ingår i Öreälvens huvudavrinningsområde. Sjön har en area på 0,265 kvadratkilometer och ligger 414,8 meter över havet. Maskenträsket ligger i Öreälven Natura 2000-område. Sjön avvattnas av vattendraget Maskenträskbäcken.

## Delavrinningsområde
Maskenträsket ingår i det delavrinningsområde (714677-161867) som SMHI kallar för Ovan 714694-161736. Medelhöjden är 435 meter över havet och ytan är 4,07 kvadratkilometer. Det finns inga avrinningsområden uppströms utan avrinningsområdet är högsta punkten. Maskenträskbäcken som avvattnar avrinningsområdet har biflödesordning 4, vilket innebär att vattnet flödar genom totalt 4 vattendrag innan det når havet efter 193 kilometer. Avrinningsområdet består mestadels av skog (53 procent) och sankmarker (33 procent). Avrinningsområdet har 0,26 kvadratkilometer vattenytor vilket ger det en sjöprocent på 6,5 procent.